# Ophisma minna
Ophisma minna là một loài bướm đêm trong họ Erebidae.